# Liquid funk
Liquid funk je jedním z několika stylů drum and bassu, také mnohdy přezdívaný jako hitový drum and bass. Tento styl vznikl po roce 2000 a charakterizuje se funky rytmem, zřetelnými vokály a mnohdy i množstvím přidávaných nástrojů a efektů. O liquid funku se říká, že je nejsnadnější cestou, jak naučit své okolí poslouchat lámané beaty.

## Nová vlna
Druhá vlna liquid funku začala v období 2006–2009 s velkým nárůstem umělců jako Eveson, Alix Perez, Zero T, Lenzman a Spectrasoul, aby byli jmenováni alespoň někteří. Stejně jako původní liquid, přišel převážně z Velké Británie. Tito inovativní umělci měli tendenci odejít od původní drum and bass scény a přinést nové.

## Představitelé žánru
- 4hero
- Amon Tobin
- Alix Perez
- Aquasky
- Blame
- Bungle
- B-Complex
- Calibre
- CLS
- Cyantific
- D.Kay
- Danny Byrd
- Denius
- DJ Dextrous
- DJ Marky
- DJ Zinc
- EZ Rollers
- Greg Packer
- Henree
- High Contrast
- Hybrid Minds
- Indivision
- John B
- Klute
- Logistics
- London Elektricity
- Maduk
- Makoto
- Mindstorm
- Netsky
- Nu:Tone
- Q Project
- Seba
- Shapeshifter
- Superplex
- Ultima C
- XRS
- Zero Tolerance
- Stan SB